# Música do Mali

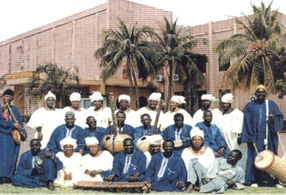
Conjunto instrumental nacional do Mali, 2008

A música do Mali é dominada por formas derivadas do antigo Império do Mali. os mandês compõem a maioria da população do país, e os seus músicos, artistas profissionais chamados jeli (sing. jeli, Francês griot).

## Música tuaregue
Presume-se que a primeira banda Tuareg elétrica, ativa desde 1982, é Tinariwen. Aqui o seu site oficial. Eles tocaram no projeto Éden fase do concerto Live8, em julho de 2005.